# Gustaf Carleman

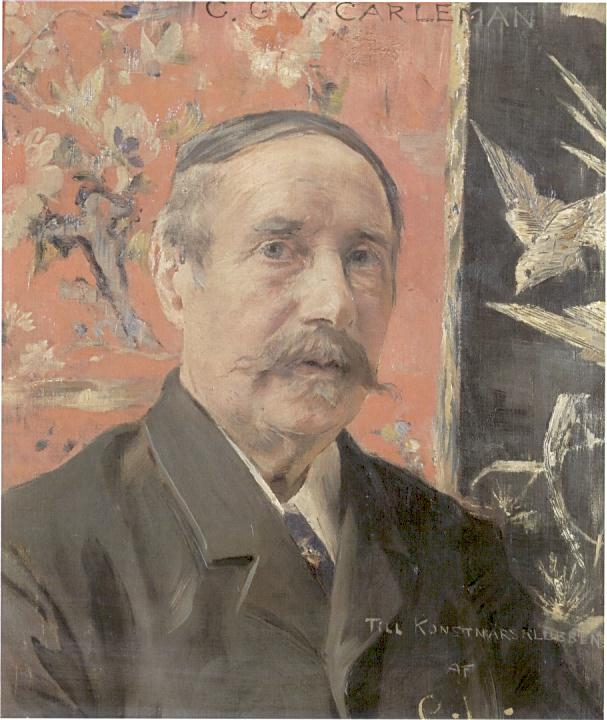
Gustaf Carleman. Porträtt av Carl Larsson.

Carl Gustaf Wilhelm Carleman, ursprungligen Carlsson, född den 5 september 1821 i Malmö, död den 15 augusti 1911 i Saltsjö-Järla, var en svensk målare, grafiker och fotograf.
Gustaf Carleman var son till majoren friherre Karl Gustaf Wrangel von Brehmer och kammarjungfrun Anna Maria Bobeck samt gift 1865-1888 med Emeli Maria Sofia Carlström. Han var elev vid lärdomsskolan i Malmö och blev 1838 student vid Lunds universitet. Som student utgav han 1843 Scener ur dagliga lifvet och 1845 En students missöden med egna litografier och text av Anders Johan Afzelius. Efter att 1845 ha tagit kameralexamen och samma år examen till rikets rättegångsverk utbildade han sig även inom konsten och studerade vid Konstakademien (antikskolan 1845 och modellskolan 1847-1853) och därefter i Düsseldorf 1853-1854.
Han innehade dock samtidigt även tjänster inom förvaltningen, blev 1845 auskultant i hovrätten över Skåne och Blekinge, extraordinarie kanslist i kammarkollegiet och var 1846-1885 extraordinarie kanslist i fångvårdsstyrelsen, i statskontoret 1846, blev auskultant i Göta hovrätt 1858 och var 1866-1877 mönsterskrivare vid Svea livgarde.
Hans främsta betydelse låg dock inom fotografikonsten. Redan under studietiden i Lund hade Carleman börjat experimentera med dagerrotypier.
Enligt vad han själv beskriver skall han även före sin avresa till Düsseldorf ha arbetat med någon teknik motsvarande Kalotypin, och skall ha uppfunnit en metod för "fotokromografi", möjligen någon form av färgbilder. Metoden motsvarade dock troligen inte Carlemans förhoppningar, och övergavs snart. I Tyskland lärda han dock känna tekniken för framställning av kollodiumnegativ. Vid sin återkomst till Sverige öppnade han 1854 en ateljé i Stockholm, först på Bryggargatan 11, senare på Drottninggatan 65 i Johan Wilhelm Bergströms ateljé och slutligen vid Gustaf Adolfs torg 14. Vid sidan av J. Cohen var Carleman den första att introducera Ambrotypier och pannotypier (fotografier på vaxduk), och började redan 1856 även framställa stereoskopbilder, ett område där senare Johannes Jaeger blev dominerande. Tidigt lanserade han även handkolorerade fotografier. Carleman var även bland de första att utföra förstoringar av fotografier. Vid Köpenhamnsutställningen 1872 visade han en Stockholmsvy som var i formatet 33x22 tum, utställningens största fotografi. 
Överetablering inom fotografyrket gjorde dock att Carleman 1864 övergav fotograferandet för att återgå till konsten, där han hela tiden varit verksam. Han fortsatte dock med sina fotografiska experiment. Han konstruerade även olika typer av objektiv som finns bevarade vid Tekniska museet Till Londonutställningen 1871 tryckte han upp boken Photography by typographic printing press med 12 prov på hans nya klischétryck.
Carleman var 1856 en av stiftarna av Konstnärsklubben, 1878-1882 dess klubbmästare, 1882-1886 ordförande och 1891-1892 vice ordförande. 1888 var Carleman en av stiftarna av Svenska fotografiamatörföreningen och dess ordförande 1888-1889. 1890 blev han ledamot av Svenska konstnärernas förening. Han innehade även medaljen Litteris et Artibus.
Han var en av de första i Sverige som intresserade sig för fotografiska reproduktionstryck och var den förste som använde fotoreproduktioner i boktryck. Carleman finns representerad vid bland annat Uppsala universitetsbibliotek, Nationalmuseum i Stockholm, Malmö museum och Norrköpings konstmuseum. Dessutom är han representerad vid ett tjugotal museum med fotografier.
Han tilldelades Litteris et Artibus 1863.
I maj 1844 utgavs även häftet "Utsigter af Lund" med  litografier av Gustaf Carleman. Fast då under efternamnet Carlsson. Namnbytet till Carleman skedde inte förrän i augusti 1845.

## Verk i urval

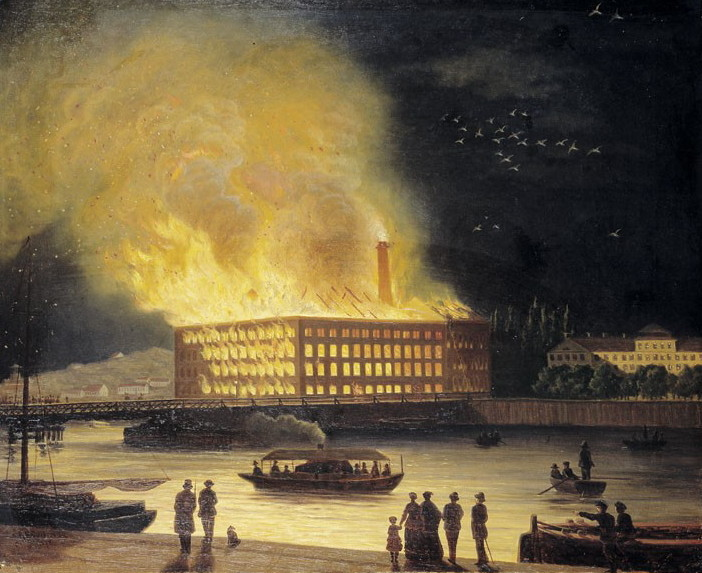
Eldkvarn brinner, 1878
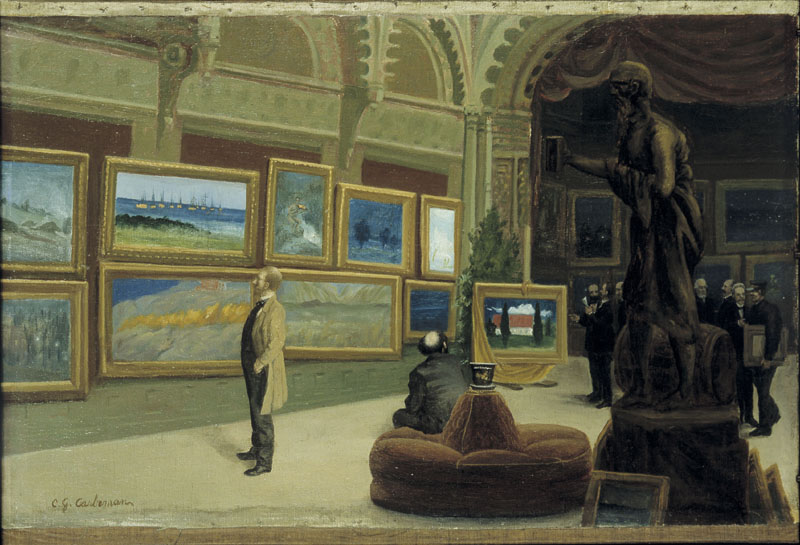
Blanchs konstsalong, 1890-talet

- Skansenhöjden 1870 - 80-talet
- Tyska kyrkans brand
- En students missöden (12 blads litografi med text av Anders Johan Afzelius)